# Flicker
"Flicker" é uma canção de synth-pop do produtor musical estadunidense Porter Robinson, lançada em 28 de julho de 2014 como o quarto single de seu álbum de estreia, Worlds (2014). Robinson escreveu, produziu e executou a faixa. Musicalmente, contém elementos de disco e hip hop, bem como amostras de soul music. Vocalmente, a canção contém uma voz text-to-speech incorretamente traduzindo títulos de canções japonesas "nunca vistas" que foram reformuladas em um estilo de rap.
Um videoclipe oficial para o single estreou em 14 de agosto de 2014 e envolve filmagens do Japão filtradas com efeitos, como de jogos eletrônicos de 8 bits. A música foi bem recebida pela crítica e atingiu a posição 34 na Dance/Electronic Songs.

## Composição
"Gostei da forma como soava, gostei do ritmo, da cadência e do fluxo, por isso decidi mantê-la. Mas sim, essa música é uma espécie de canção franken. É um dos meus momentos de maior orgulho no álbum porque vai a muitos lugares, mas flui naturalmente entre eles. Tem, eu acho, um grande clímax, um momento muito poderoso e grande."

 — Robinson em entrevista à Cuepoint.
Com "Flicker", uma das canções favoritas de Porter Robinson de seu álbum de estreia Worlds (2014), ele queria experimentar com amostras de soul music, da qual se tornou fã desde que ouviu seu álbum favorito, o segundo álbum de estúdio da dupla Daft Punk, Discovery (2001). O resultado foi um instrumental de hip hop que ele sentiu ser "incompleto", com apenas bateria e amostras com um efeito phaser. Ele não planejou "Flicker" como uma faixa de Worlds até algum tempo depois, quando ele estava usando um site para traduzir "títulos de músicas que nunca seriam vistos" incorretamente para o japonês, e então colocou o texto em um programa de text-to-speech para ser convertido em um arquivo WAV para ele "cortar em um rap" que ele chamou de "coisinha charmosa". Finalmente, ele compôs a melodia principal e a progressão de acordes.
Robinson descreveu "Flicker" mais como uma "jornada" do que uma canção pop, dizendo que vai "para muitos lugares diferentes" em termos de estrutura. O text-to-speech da música diz "Watashi wa choudo nani ga juuyou ka mitsukeyou toshite iru", traduzido como "Estou apenas tentando descobrir o que é importante para mim", que Robinson disse que era "bom, porque poderia ter saído como algo completamente aleatório." A música também contém influências de disco, abrindo com uma "guitarra estilo disco de verão" antes de passar para "explosões de sintetizador mãos-no-ar", como descrito por uma crítica da revista Vice. A mudança de tom das amostras foi influenciada pelas obras de Jay Dilla. A composição e o arranjo da música foram comparados por Garrett Kamps da revista Spin aos trabalhos de Boards of Canada, enquanto outros ouvintes compararam o uso de amostras de soul da faixa ao de "The Glory", uma faixa do terceiro álbum de Kanye West, Graduation (2007).

## Lançamento e promoção
"Flicker" estreou em 28 de julho de 2014 pela revista Vogue via streaming como o quarto e último single de Worlds. A canção foi inicialmente planejada para ser o segundo single do álbum depois de "Sea of Voices", mas Robinson a substituiu por "Sad Machine" três dias antes de seu lançamento. Robinson queria que "Flicker" fosse o último single do LP, já que apresentava o aspecto "mais fofo" do disco. Após seu lançamento, estreou na posição 37 da parada Billboard Dance/Electronic Songs nos Estados Unidos na semana de 16 de agosto de 2014, posteriormente atingindo seu pico na posição 34, na semana de 30 de agosto.
Um remix do amigo de Robinson Mat Zo, que ele disse ser "um dos melhores remixes que já recebi na minha vida", foi ouvido pela primeira vez em sua apresentação no showcase da gravadora Monstercat, e foi lançado em 9 de setembro de 2015 como um single do álbum de remixes de Worlds. O remix apareceu em sétimo lugar na lista da Billboard dos 15 melhores remixes de dance e eletrônica do ano. Um videoclipe de animação oficial para "Flicker" estreou em 14 de agosto de 2014. Lucas Villa descreveu o vídeo é como "ver o Japão em uma viagem de trem", onde "cenas da área voam com uma quantidade abundante de alterações digitais". As filmagens do Japão no vídeo são filtradas com "visuais impressionantes" e efeitos de jogos 8 bits. O vídeo foi bem recebido, com Villa chamando-o de "tão inspirador quanto a própria faixa".

## Recepção
"Flicker" foi bem recebido pela crítica. Elissa Stolman, da Vice, elogiou Robinson na faixa por não ser "oprimido por suas influências, que parecem se estender mais na história do que a maioria dos produtores em sua área", enquanto brincava que "é uma pena que disco seja uma delas". Em sua crítica mista de Worlds, Derek Staples da Consequence of Sound elogiou "Flicker" e "Goodbye to a World" por destacar "as capacidades mais intrincadas de Robinson no big room" em um álbum onde "Robinson esconde seu antigo eu movido a baixo por trás do brilho do álbum". Escrevendo à AllMusic, Andy Kellman disse em sua crítica do álbum que "Flicker", junto com "Lionhearted" e "Years of War" "têm seções musculosas e ousadas o suficiente para mover grandes multidões", enquanto o crítico da Las Vegas Weekly Mike Prevatt descreveu o gancho da faixa como tendo uma "recompensa emocional".

## Paradas
| Parada (2014)                                     | Posição de pico |
| ------------------------------------------------- | --------------- |
| Estados Unidos (Billboard Dance/Electronic Songs) | 34              |

## Histórico de lançamentos
| Versão          | Região | Data                    | Formatos                   | Gravadora    |
| --------------- | ------ | ----------------------- | -------------------------- | ------------ |
| Original        | Mundo  | 28 de julho de 2014     | Download digital streaming | Astralwerks  |
| Juventa Remix   | Mundo  | 23 de fevereiro de 2015 | Download digital streaming | independente |
| AgNO3 Remix     | Mundo  | 29 de abril de 2015     | Download digital streaming | independente |
| Nitro Fun Remix | Mundo  | 25 de agosto de 2015    | Download digital streaming | independente |
| Mat Zo Remix    | Mundo  | 9 de setembro de 2015   | Download digital streaming | Astralwerks  |